# ديف ويتنبرغ
ديف ويتنبرغ (Dave Wittenberg) (اسمه الكامل ديفيد ريتشارد بول ريتنبرغ (David Richard Paul Wittenberg)) هو ممثل أمريكي ولد في 1 سبتمبر 1971 في جوهانسبرغ، جنوب أفريقيا.

## أدواره في الأنمي

### مسلسلات أنمي تلفزيونية
- ناروتو - كاكاشي هاتاكي, غاماكيتشي، غاماتاتسو
- ناروتو شيبودن - كاكاشي هاتاكي، غاماكيتشي, غاماتاتسو
- كود جياس لولوش المتمرد R2 - جينو فاينبرغ
- دوت هاك ساين - سورا
- غاد غارد - كاتانا
- أبطال الديجيتال الجزء الثالث - رافع، الآلي الأخضر
- سكرايد - أسكا تاتشيبانا
- لاست إكسايل - مولن شتلاند
- كآبة هاروهي سوزوميا - مشرف نادي الكمبيوتر
- X - سوبارو سوميراغي
- روروني كينشين - تسوكاياما يوتارو
- ساموراي تشامبلو - ساساكي ريوجيرو
- Please Teacher! - كيه كوساناغي
- كآبة هاروهي سوزوميا - كييتشي تامارو
- إيداتين جمب - بسام
- إيوريكا سفن - ووز، هولاند (أيام الشباب)

### أفلام أنمي
- فاينل فانتسي 7 أدفنت تشيلدرن - يازو
- فيلم ناروتو: صدام النينجا في أرض الثلج - كاكاشي هاتاكي
- فيلم ناروتو: ذعر الحيوان في جزيرة هلال القمر - كاكاشي هاتاكي
- ناروتو شيبودن: الفيلم - كاكاشي هاتاكي
- فيلم ناروتو شيبودن: الروابط - كاكاشي هاتاكي
- فيلم ناروتو شيبودن: إرادة النار - كاكاشي هاتاكي
- فيلم ناروتو شيبودن: سجن الدم - كاكاشي هاتاكي

## أدواره في الرسوم المتحركة
- غرافيتي فولز - لولف، طفل الزمن

## أدواره في ألعاب الفيديو
- بيرسونا 4 - دبدوب
- ديسيديا: فاينل فانتسي - كيفكا بالازو
- ديسيديا 012 فاينل فانتسي - كيفكا بالازو
- فاينل فانتسي 13 - أمودار
- GUILTY GEAR 2 OVERTURE - إيزونا
- ماجين آند ذا فورسيكن كينغدوم - تيبيو
- تيلز أوف سيمفونيا: دون أوف ذا نيو وورلد - ريغال براينت
- ناروتو: ألتيميت نينجا - كاكاشي هاتاكي
- ناروتو شيبودن: كيزونا درايف - كاكاشي هاتاكي
- ناروتو شيبودن: ألتيميت نينجا ستورم ريفولوشن - كاكاشي هاتاكي
- ناروتو شيبودن: ألتيميت نينجا ستورم 4 - كاكاشي هاتاكي

## وصلات خارجية
- ديف ويتنبرغ على موقع IMDb (الإنجليزية)
- ديف ويتنبرغ على موقع ألو سيني (الفرنسية)
- ديف ويتنبرغ على موقع قاعدة بيانات الفيلم (الإنجليزية)
- ديف ويتنبرغ على موقع كينوبويسك (الروسية)
- ديف ويتنبرغ على موقع ANN person (الإنجليزية)